# Arrondine
L'Arrondine è un fiume di montagna che scorre dal versante sud della Catena des Aravis nei dipartimenti francesi della Savoia e dell'Alta Savoia.
Nasce al di sopra del villaggio di La Giettaz, sul territorio del comune di Cordon, verso i 1800 m d'altitudine e percorre 13,5 km prima di congiungersi all'Arly, a Flumet.

## Corso
Torrente di montagna sulla sua parte a monte fino al Piano di La Giettaz, l'Arrondine s'ingrossa rapidamente grazie all'apporto dei numerosi altri torrenti e ruscelli per diventare un piccolo fiume a valle di La Giettaz, nella località detta Les Glières. A questo punto, il letto del fiume s'allarga nell'allungare il suo percorso che porta al colle des Aravis, formando dei meandri e delle zone di ghiaie umide atipiche per la regione.
Il fiume s'infila quindi in profonde gole inaccessibili per 3 km, fino al mulino di La Revue. Il salto di livello importante permette il funzionamento d'una micro-centrale idroelettrica sulla parte superiore delle gole. L'ultimo chilometro si stende su un piccolo pianoro contornante i contrafforti sui quali trova il villaggio medievale di Flumet. Esso costeggia allora una zona di attività per il tempo libero (terreni per sport, giochi, tennis, aere di pic-nic, ecc.) e uno specchio d'acqua, molto apprezzato dai visitatori e dagli abitanti della valle di Arly.
Termina il suo corso con una piccola caduta d'acqua, sul luogo d'una vecchia micro-centrale, qualche metro prima della sua confluenza nell'Arly.

## Idrologia
Nonostante un bacino idrografico ridotto, di circa 60 km², l'Arrondine è un fiume molto abbondante, soggetto a piene improvvise, come quella del maggio 2015.
Non vi sono stazioni di misura note, ma seguendo le statistiche dell'Arly, la portata può variare d'un fattore 10 secondo la stagione e probabilmente d'un fattore 50 in casi di piene.
Il fiume ha un regime nivale, con fluttuazioni stagionali di portata importanti, con piene in primavera dovute allo scioglimento delle nevi e magra da luglio a settembre.

## Patrimonio
Tracce di antichi mulini sono presenti sugli argini del fiume, particolarmente quello della Revue à Flumet, situato alla confluenza del Chaucisse e dell'Arrondine.